# Skjåk
Skjåk là một đô thị ở hạt Oppland, Na Uy. Nó là một phần của khu vực truyền thống của Gudbrandsdal. Trung tâm hành chính của đô thị này là làng Bismo. Đô thị của Skjåk được tạo ra khi nó được tách ra từ Lom để trở thành một đô thị của riêng mình vào năm 1866.
Đô thị (ban đầu là một giáo khu) được đặt tên theo nông Skjåk cũ (tiếng Norse cổ: Skeiðakr), do nhà thờ đầu tiên được xây dựng ở đây.